# المعمر (الطويلة)

تعديل مصدري - تعديل

المعمر هي إحدى قرى عزلة بني الخياط بمديرية الطويلة التابعة لمحافظة المحويت، بلغ تعداد سكانها 950 نسمة حسب تعداد اليمن لعام 2004.